# Bernard Belluc
Bernard Belluc est un artiste et collectionneur français né le 11 juin 1949 à Montpellier.
En 1991, il rencontre l'artiste Hervé Di Rosa et crée avec lui le Musée international des arts modestes en 2000.

## Biographie
Bernard Belluc mène des recherches opiniâtres dans l'acquisition d'objets du quotidien, véritable mémoire intime des années 1950 et 1960. Après diverses pérégrinations et une carrière de sculpteur figuriniste il se tourne vers l'art modeste. Belluc a en effet amassé pendant de longues années un monceau d’objets récupérés aux puces, chez des amis ou dans la rue.
En 1991, il rencontre l'artiste Hervé Di Rosa et crée avec lui l'Association de l'art modeste.
En 1997, il participe à la première exposition d'art modeste au Musée de l'objet à Blois. Cette exposition s'avère être la préfiguration du musée d'art modeste. Elle reçoit le soutien du ministre de la Culture de l'époque, Catherine Trautmann.
Avec Hervé Di Rosa, collectionneur lui aussi, l’idée de mettre en scène tous ces objets germe en 1998. Le Musée international des arts modestes, ouvert à Sète en novembre 2000, en est l'aboutissement.
En juin 2001, la Fondation Cartier pour l'art contemporain, à Paris, lui commande la vitrine Corsica, dans le cadre de l’exposition « Les Arts populaires ».